# Занкт-Кіліан
Занкт-Кіліан (нім. Sankt Kilian) — громада в Німеччині, розташована в землі Тюрингія. Входить до складу району Гільдбурггаузен.
Площа — 54,88 км2. Населення становить Невірний параметр metadata 16 069 048 ос. (станом на 31 грудня 2021).